# Myrcia revoluta
Myrcia revoluta é uma espécie de planta do gênero Myrcia e da família Myrtaceae.  É uma espécie críticamente ameaçada de extinção. 

## Taxonomia
A espécie foi descrita em 2020 por Thiago Fernandes, Duane F. Lima e João Marcelo Alvarenga Braga.

## Forma de vida
É uma espécie rupícola e arbustiva. 

## Descrição
Pertence a Myrcia sect. Reticulosae. Se distingue pelas folhas coriáceas e fortemente revolutas, com face abaxial densamente coberta por indumento esbranquiçado a amarelado, seríceo, inflorescências tirsoides, terminais, botões florais obcônicos e glabros, além das características diagnósticas da seção: nervação foliar saliente em ambas as faces, flores com hipanto prolongado acima do ovário internamente glabro, anel estaminal densamente piloso e ovário trilocular.
Se assemelha a Myrcia reticulosa Miq., diferindo pelas folhas fortemente revolutas quando secas (vs. não revolutas em M. reticulosa), face abaxial densamente serícea (vs. glabra ou quase glabra) e inflorescências terminais (vs. axilares). 
| Caule                                     | Caule                                            |
| ----------------------------------------- | ------------------------------------------------ |
| crescimento                               | monopodial                                       |
| tipo de tricoma                           | simples                                          |
| Folha                                     |                                                  |
| nervura central adaxial                   | completamente proeminente/completamente aplanado |
| formato da folha                          | elíptica/lanceolada                              |
| indumento abaxial da folha                | seríceo                                          |
| bráctea ou catafilo subtendida folha nó   | ausente                                          |
| Inflorescência                            |                                                  |
| formato da inflorescência do râmulo       | comprimida/arredondada                           |
| bractéola subtendida flor                 | elíptica                                         |
| inflorescências por broto axilar do caule | 1                                                |
| posição da inflorescência                 | terminal                                         |
| formato                                   | tirsóide                                         |
| Flor                                      |                                                  |
| teca da antera                            | igual                                            |
| tricoma no disco floral                   | estaminal anel/anéis somente                     |
| formato do hipanto                        | obcônico                                         |
| indumento do hipanto                      | glabro/puberulento                               |
| fusão da sépala                           | completamente livre                              |
| número de lóculos                         | 3                                                |
| abertura do cálice                        | não rasgando                                     |
| Fruto                                     |                                                  |
| lobo do cálice em fruto                   | desconhecido                                     |
| formato do fruto                          | desconhecido                                     |

## Distribuição
A espécie é encontrada no estado brasileiro de Minas Gerais. 
Em termos ecológicos, é encontrada no domínio fitogeográfico de Cerrado, em regiões com vegetação de campos rupestres.